# K.O. (álbum)
K.O. (abreviado desde Knockout) es el sexto álbum de estudio de la cantante mexicana  Danna. Fue publicado el 13 de enero de 2021 a través de Universal Music Group y Universal Music México. Como sencillos oficiales se lanzaron los temas «Contigo», «No Bailes Sola», «Friend de Semana», entre otros.

## Antecedentes
Según contó Paola a la revista Billboard, el trabajo en K.O. comenzó ya en 2018, incluso antes de que lanzara su anterior álbum, Sie7e + (2020). La cantante confesó que la primera canción que escribió para el álbum fue «Friend de Semana», cuando aún vivía en Madrid y rodaba Élite.  Paola describió el álbum como «personal» y destacó «Amor Ordinario» como la «más personal» del álbum: «[La canción] define mi proceso emocional y todos los que la escucharon sintieron mi dolor y lo que pasé de principio a fin. Escribí esta canción en enero de 2020 y tuve que entender lo que significaba el amor ordinario y que me merecía algo mejor».

### Título
«K.O.» es la forma abreviada de «knockout», que es un criterio de victoria que pone fin a la pelea en varios deportes de combate de contacto, como el boxeo, el kickboxing, muay thai, artes marciales mixtas, karate, algunas formas de taekwondo y otros deportes que implican golpear, así como videojuegos basados en la lucha. Paola explicó el significado del título a “Billboard”: «Con este álbum, noqueé todas las cosas malas que me estaban matando emocionalmente. Lo utilicé para vaciar todo lo que tenía en mi corazón. Por eso lo llamé “K.O.”: porque fue como el último golpe al corazón durante todo este proceso».

### Lanzamiento
El lunes 11 de enero de 2021, Paola publicó una serie de fotos en Instagram con la leyenda «Bienvenidos a mi fiesta de ruptura» y anunció que finalmente lanzaría su sexto álbum de estudio, K.O.», el jueves 14 de enero.  Sin embargo, el miércoles 13 de enero, todo el álbum se filtró en Internet y el lanzamiento se adelantó un día. 

## Lista de canciones
| N.º   | Título                                              | Escritor(es)                                                                                                | Productor(es)                                                       | Duración |  |
| 1.    | «Friend de Semana» (con Aitana Ocaña y Luísa Sonza) | Danna Paola, Mango, Nabález, Pedro Malaver Turbay, Luísa Sonza, Arthur Marques y Aitana Ocaña               | Mango y Nabález                                                     | 3:29     |  |
| 2.    | «Contigo»                                           | Paola y Saak                                                                                                | Saak                                                                | 2:40     |  |
| 3.    | «No Bailes Sola» (con Sebastián Yatra)              | Paola, Sebastián Yatra, Joel Figueroa, Mauricio Rengifo, Andrés Torres, Marala, Valeria Martínez y Randi Me | Andrés Munera, Andrés Guerrero, Fernando «Toby» Tobón, Saak y Yatra | 3:01     |  |
| 4.    | «TQ Y YA»                                           | Paola, Alejandra Zeguér, Jorge Mestiza Torres, Luis Miguel Romero Supiciche y Figueroa                      | Romero Supiciche                                                    | 2:51     |  |
| 5.    | «Calla Tú»                                          | One Path, Raúl Gómez y Paola                                                                                | Bruno Valverde                                                      | 2:42     |  |
| 6.    | «Sola»                                              | Ale Alberti, Paola, Dani Blau, Macgregor Leo y Figueroa                                                     | Leo                                                                 | 3:04     |  |
| 7.    | «Amor Ordinario»                                    | Paola, Raquel Sofía y Stefano Vieni                                                                         | Vieni                                                               | 3:10     |  |
| 8.    | «Bajo Cero»                                         | Vieni, Paola y Valentina López                                                                              | Vieni                                                               | 3:35     |  |
| 9.    | «Justified»                                         | Paola, Vieni, Ximena Muñoz y Kathryn Guerra                                                                 | Vieni y Tido                                                        | 3:08     |  |
| 10.   | «Me, Myself» (con Mika)                             | Paola, Alberti, Dani Blau, James Alexander Gutch                                                            | Tido                                                                | 2:56     |  |
| 11.   | «T.A.C.O»                                           | Carola Rosas, Alexander Palmer y Paola                                                                      | Palmer y Valverde                                                   | 3:01     |  |
| 30:26 |                                                     | |                                                                     |          |  |

## Certificaciones
| País      | Organismo certificador | Certificación | Ventas certificadas | Ref.             |
| --------- | ---------------------- | ------------- | ------------------- | ---------------- |
| Argentina | CAPIF                  | Platino       | 20 000              | [cita requerida] |
| México    | AMPROFON               | Platino       | 140 000             | [ 4 ]            |